# Johnnie Walker
«Джо́нни Уокер» (англ. Johnnie Walker) — марка шотландского виски. Наиболее распространённый бренд шотландского виски в мире, продаваемый практически во всех странах, в год выпускается более 150 млн литров различных сортов Johnnie Walker. Под этой маркой выпускаются как недорогие сорта выдержкой не менее 3 лет, так и различные типы выдержанного дорогого виски. Большая часть сортов «Джонни Уокер» — купажированный виски.

## История
Компания была основана шотландцем Джоном Уокером (1805—1857) по прозвищу Джонни, отсюда и название марки. Отец Джона умер рано, оставив жене и сыну бакалейную лавку в городке Килмарнок. Юный Джон успешно купажировал чай, его смеси пользовались популярностью. В 1856 году в бизнес пришел сын Джона, Александр. Он начал экспериментировать с купажированием односолодовых виски. Когда Джонни Уокер умер, Александр Уокер получил в наследство процветающий бакалейный магазин.
В 1867 году он создал свой купажированный виски «Old Highland», который быстро завоевал популярность. После смерти Александра фирма перешла в руки его сыновей — Джорджа Паттерсона Уокера и Александра Уокера. Именно они приобрели в 1893 году первую вискикурню для «Джонни Уокера» — ферму Карду (англ. Cardhu). Эта покупка стала началом подъёма семейного предприятия Уокеров, и благодаря ей купажирование виски «Джонни Уокер» поднялось на новый качественный уровень. В 1909 году фирма решила заменить свои две основные марки — «Johnnie Walker Very Special Old Highland Whisky» и «Extra Special Old Highland Whisky». В результате появились виски «Johnnie Walker Red Label» и «Johnnie Walker Black Label».
Красная и чёрная этикетки быстро завоевали популярность: к 1920 году «Johnnie Walker» уже продавался в 120 странах мира.
Сегодня компания принадлежит алкогольному гиганту Diageo.

## Продукция Джонни Уокер

### Джонни Уокер Ред Лейбл
Red Label - стандартный купаж. В его состав входит 9 сортов выдержкой 3-5 лет. Основа купажа — виски Cardhu с медовым вкусом. Также в Red Label входят дымно-торфяные сорта с островов.
Довольно резкий и слегка агрессивный, благодаря своей молодости. Этот виски впервые появился в XIX веке, в 1906—1908 назывался Old highland Scotch Whisky. В 1909 был переименован в Johnnie Walker Red Label.

### Джонни Уокер Блэк Лейбл
Johnnie Walker Black Label — купаж класса «де люкс». В него входит около сорока сортов выдержкой не менее 12 лет. 35 сортов из 40 — солодовые виски. Главное преимущество и достоинство Johnnie Walker Black Label — сложность вкуса.
В Шотландии существует разделение на регионы производства. Основных регионов шесть: Высокогорье (Highlands), Спейсайд (Speyside), Равнина (Lowlands), Острова (Islands), остров Айла (Islay), Кэмпбелтаун (Campbeltown). В разных регионах делают разный по вкусу виски, что влияет на вкус смеси.
Каждый из 40 сортов по-своему влияет на неповторимость купажа. Но при этом есть 4 основных аромата.
1. Уникальный виски из Спейсайда — Cardhu (Карду), который сложно купить в чистом виде, так как подавляющее большинство этого виски идёт на купажи компании. Cardhu — основа купажа Johnnie Walker Black Label, он придаёт букету медовость, шелковистость и нежность. Другие сорта из Спейсада и Высокогорья придают яблочные и слегка цитрусовые тона.
2. На контрасте со свежими цветочно-фруктовыми тонами Спейсайда в купаж входят сорта с острова Айла — Caol Ila (Кал Ила) и Lagavulin (Лагавулин). Благодаря им в купаже появляются дымно-торфяные и морские тона, напоминающие запах костра или дым сигары.
3. Благодаря сортам, выдержанным в бочках из-под хереса, в купаже появляются пряные тона сухофруктов, изюма и немного вяленого чернослива, слегка винный, хересовый вкус.
4. Сливочные, ванильные тона, напоминающие мороженое или ликёр «Bailey's». Появляются благодаря бочкам из-под бурбона и зерновым сортам виски, которые имеют более сладкие тона.

#### Джонни Уокер Дабл Блэк
Аналог Блэк Лейбл, но без указания возраста, выдержка производится в обугленных изнутри бочках.

### Джонни Уокер Грин Лейбл
Green Label — это смесь только солодовых виски 15-летнего возраста. Довольно редкая разновидность купажа. В составе Green Label всего четыре сорта: это островные Talisker и Caol Ila, а также Linkwood и Cragganmore из Спейсайда.

### Джонни Уокер Голд Лейбл Reserve
В купаже Johnnie Walker Gold Label Reserve при производстве используется вода, протекающая через старую золотоносную шахту. Gold Label содержит около 15 редких сортов виски выдержкой не менее 18 лет. Самый мягкий и нежный из всех Walkers. Роль островных виски сведена к минимуму. Основа купажа — виски Clynelish (Клайнлиш) с Восточного побережья Северного Высокогорья. Имеет ореховые, ванильные, морские тона.  Пьётся из "тюльпанов" или обычных бокалов для виски, хорошо сочетается с десертом из тёмного шоколада.

### Джонни Уокер Платинум Лейбл
Фактически то же, что и Johnnie Walker Gold Label, производимый для азиатского рынка, Океании и некоторых стран Южной Америки.

### Джонни Уокер Блю Лейбл
Смесь 16 редких сортов. Некоторым из них 50 лет, некоторые из них давно уже перестали производиться. В состав входит Auchterool 1923 года — продукт исчезнувшей вискикурни из Равнины. Средний возраст спиртов 25 лет. Из десяти тысяч бочек на Blue Label идёт в среднем одна. На Blue Label возраст не указывается. Купаж напоминает коньячный: старые сорта (50 лет) смешиваются с более молодыми.
Основа купажа — Royal Lochnagar из Высокогорья, который придает сочный цветочно-фруктовый вкус, а Caol Ila с Айлей — дымно-торфяные и морские тона.
Цены на серию Blue Label исчисляются сотнями долларов: цена бутылки Johnnie Walker Blue label марки King George V — около 500 долларов США. Данная марка пользуется повышенным спросом, в частности, среди преступного элемента в Южной Африке.

## Галерея
- Johnnie Walker Red Label
- Johnnie Walker Black Label
- Johnnie Walker Double Black
- Johnnie Walker Swing
- Johnnie Walker Green Label & Green Label 180 Cask
- Johnnie Walker Platinum Label
- Johnnie Walker Gold Label
- Johnnie Walker Gold Label Reserve
- Johnnie Walker XR 21
- Johnnie Walker Blue Label
- Blue Label King George V Edition